# Ablation (météorologie)
Pour les articles homonymes, voir Ablation.

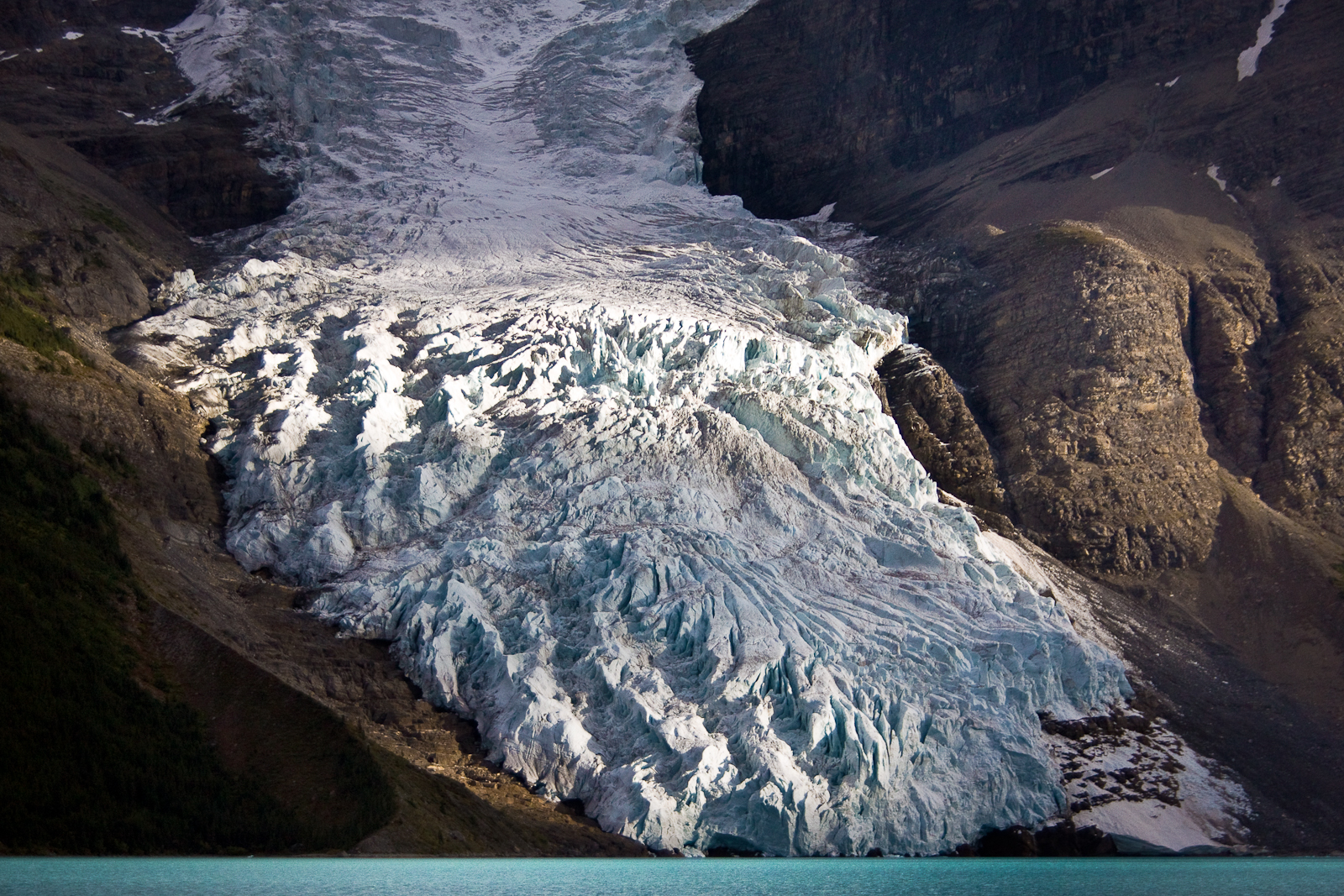
Le glacier Berg, au Canada

L’ablation est le processus de disparition de substance (glace ou neige) à la surface d’un glacier, d'une couche de neige ou d'un iceberg. 

## Description
Ce phénomène est causé par changement d’état (fonte, sublimation ou évaporation), ou mécaniquement par l’action du vent ou du vêlage. L’ablation entraine parfois l’érosion du sol ou de la terre. Par extension, on désigne par ablation la quantité de glace, neige ou terre emportée par ce processus.
L'ablation est partie négative du bilan de masse glaciaire par opposition à l'accumulation.
La neige transformée en glace sur des glaciers peut former des icebergs sur la zone d'ablation.

## Impact du changement climatique
Le phénomène d'ablation est renforcé par le changement du climat et l'élévation des températures globales. Selon plusieurs rapports et études scientifiques le processus le changement climatique influencerait ainsi le bilan de masse des glaciers,. Cependant cette influence sur le processus d'ablation peut fluctuer en fonction du taux de précipitation et de l'évolution des températures saisonnières.